# Rosa clinophylla

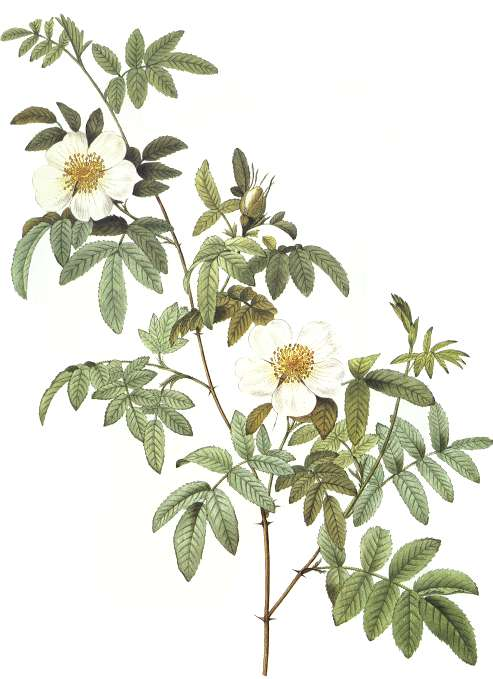
ілюстрація

Rosa clinophylla — вид рослин з родини розових (Rosaceae); поширений у Гімалаях, південній і південно-східній Азії.

## Поширення
Країни поширення: північна Індія, південний Китай, Лаос, М'янма, Непал, Таїланд, В'єтнам, Бангладеш.